# Station Recoletos
Recoletos is een ondergronds spoorwegstation onder de gelijknamige laan in het centrum van de Spaanse hoofdstad Madrid dat op 18 juli 1967 werd geopend.

## Geschiedenis
In 1928 werd begonnen met de aanleg van de rechtstreekse spoorlijn tussen Madrid en Burgos die aan de Madrileense kant een kopstation zou krijgen in Chamartín in het noorden van de stad. De minister van openbare werken van de Tweede Spaanse Republiek (1931 – 1939) wilde de lijn doortrekken naar het bestaande station Atocha aan de zuidkant van de stad.  Hiertoe werd besloten tot de aanleg van de zogeheten Túnel de la risa onder de stad en de bouw begon in 1933. Wegens geldgebrek en het uitbreken van de Spaanse Burgeroorlog werden de werkzaamheden in 1936 gestaakt. In de jaren 60 van de 20e-eeuw werden de werkzaamheden aan de tunnel hervat en op 18 juli 1967 werden de ondergrondse stations in de tunnel, Recoletes en Nuevos Ministerios, geopend voor de reizigersdienst.
Het station werd gebouwd volgens spoorwegnormen en kende daarom lange perrons. Deze lagen onder het gewelf en waren voorzien van marmeren wanden. Naast de twee toegangen op straatniveau kende het station aanvankelijk ondergrondse overstaptunnels naar de metrostations in de buurt, Colón aan de noordkant en Banco de España aan de zuidkant. In de jaren 80 van de 20e-eeuw werd besloten tot het instellen van een stadsgewestelijknet in Madrid, de Cercanías.  Het station zou onderdeel worden van dit net, wat aanleiding was voor een verbouwing.  De perrons werden ingekort en voorzien van metalen luifels onder het gewelf, waarbij het deel met de opgebroken perrons met een muur van de overgebleven perrons is gescheiden. De marmeren wanden van de vroegere lange perrons zijn nog steeds zichtbaar vanuit de treinen die het station in- of uitrijden.
In 1984 besloot de Madrileense gemeenteraad om de overstaptunnels naar de metrostations op minder dan 500 m te sluiten, net als de toegangen tot die tunnels op  Plaza Colón en Plaza Cibeles. De voetgangerstunnel onder de Recoletoslaan, tussen metrostation Colón en de Nationale Bibliotheek, werd dichtgemetseld, de andere toegangen werden met deuren afgesloten. Reden voor deze sluitingen was de sociale onveiligheid, zoals criminaliteit en het gebruik van deze tunnels door zwervers als nachtverblijf. 
In augustus 2009 werd het ballastbed onder de sporen vervangen door een bodemplaat van beton om de veiligheid van het treinverkeer te verbeteren. Hiertoe werd het station op 3 augustus gesloten, waarna de sporen werden verwijderd. Hierna werden graafwerkzaamheden uitgevoerd en het beton voor de bodemplaat gestort. Op 25 augustus werd de treindienst zonder problemen hervat. Destijds was de verwachting dat het station door 400 treinen, van de nieuwe lijnen  C-1, C-2, C-7, C-8 en C-10, per dag zou worden aangedaan. Het traject heeft de hoogste verkeersdichtheid van het Spaanse spoorwegnet. 
Van juli tot september 2016 was het station gesloten wegens verbouwing. Hierbij werden de luifels uit 1986 verwijderd en werden op het bovenliggende gewelf witte panelen aangebracht. Hiermee maakte het bedrukkende gevoel na 30 jaar weer plaats voor het ruimtelijk gevoel onder het gewelf. Verder werd het ventilatiesysteem verbeterd hetgeen in mei 2017 werd afgerond. 
Tussen juni en november 2019 was het station weer gesloten, dit keer in verband met het vervangen van sporen, bovenleiding en het seinstelsel.
Van 24 juli tot en met 29 augustus 2021 werd het verkeer op dit station opnieuw stilgelegd vanwege werkzaamheden om het station rolstoeltoegankelijk te maken. 
Op 27 november 2023 ontspoorde een trein uit Atocha in de tunnel waardoor deze inclusief het station gesloten bleef. Op 9 december 2023 ontspoorden op hetzelfde punt nog twee treinen.

## Ligging en inrichting
De ondergrondse stationshal ligt onder het kruispunt van de Paseo de Recoletos en de Calle de Recoletos ten oosten van de sporen. De noordelijke toegang ligt voor de Nationale Bibliotheek op de hoek van de Calle de Villanueva. De zuidelijke toegang, die vanaf 22:00 uur gesloten is, ligt bij de Calle de Prim en is via een voetgangerstunnel met de hal verbonden. Achter de OV-poortjes liggen rechtstreekse trappen van/naar het perron voor de treinen naar het noorden, voor de andere richting is er een “brug” over de sporen. De westelijke toegang van het station is een lift die een bovengronds toegangsgebouwtje met OV-poortjes, verbindt met de brug over de sporen zodat ook rolstoelgebruikers de perrons kunnen gebruiken.
Hoewel de tunnel ook gebruikt wordt voor het langeafstandsverkeer wordt het station alleen bediend door de Cercanías en stoptreinen.

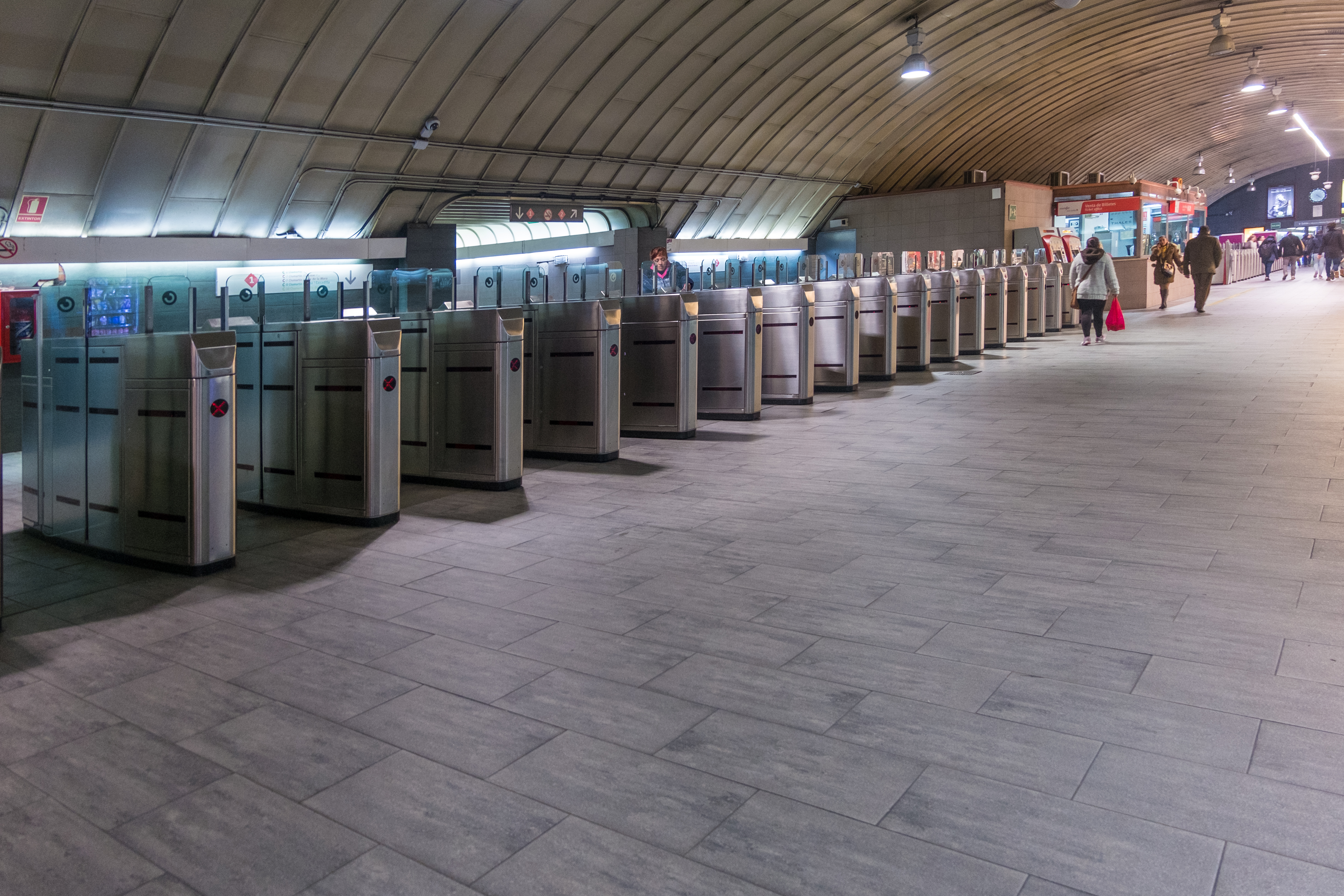
De stationshal op 14 december 2017
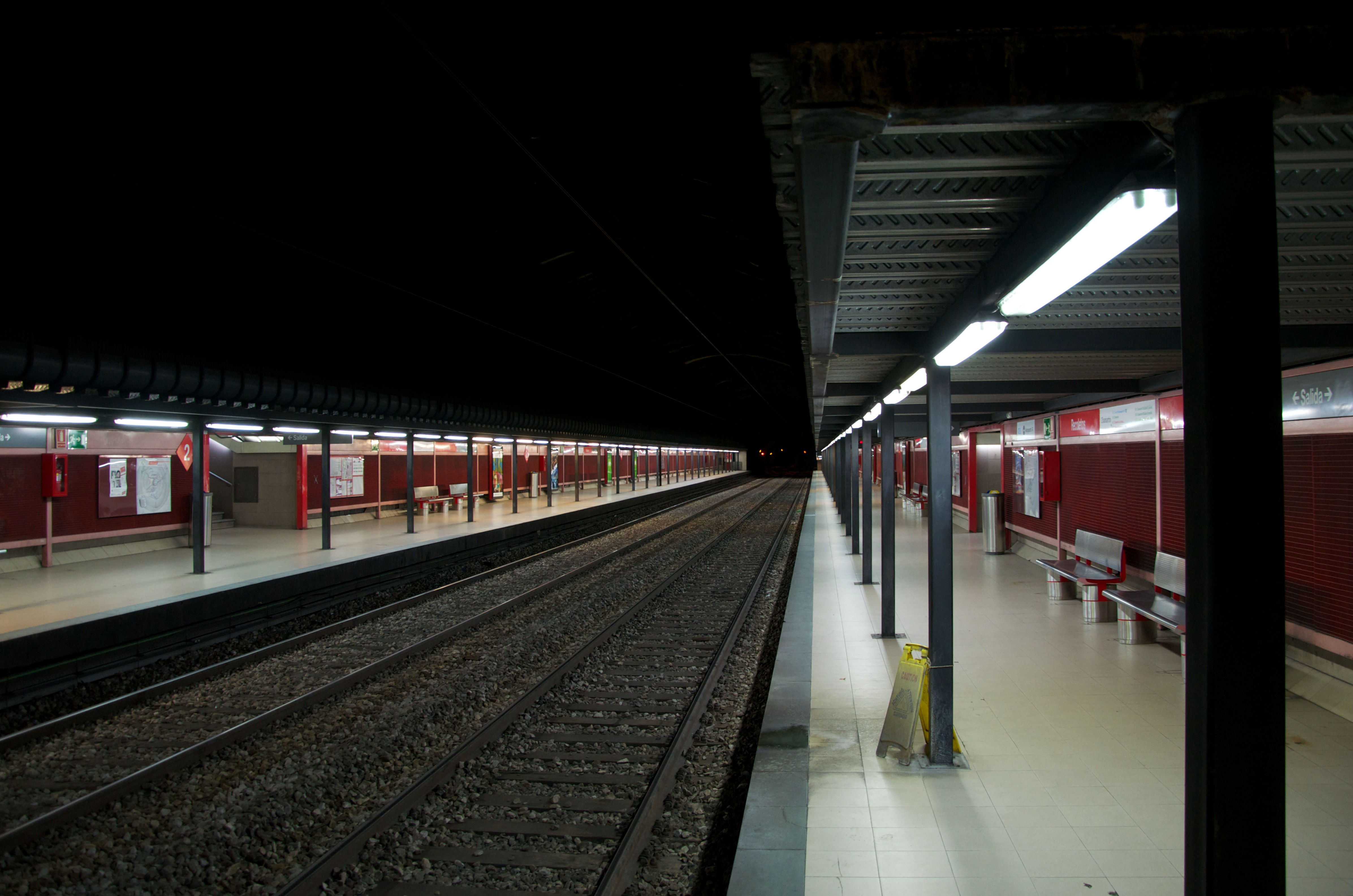
Sporen en perrons in de periode 1986 – 2009
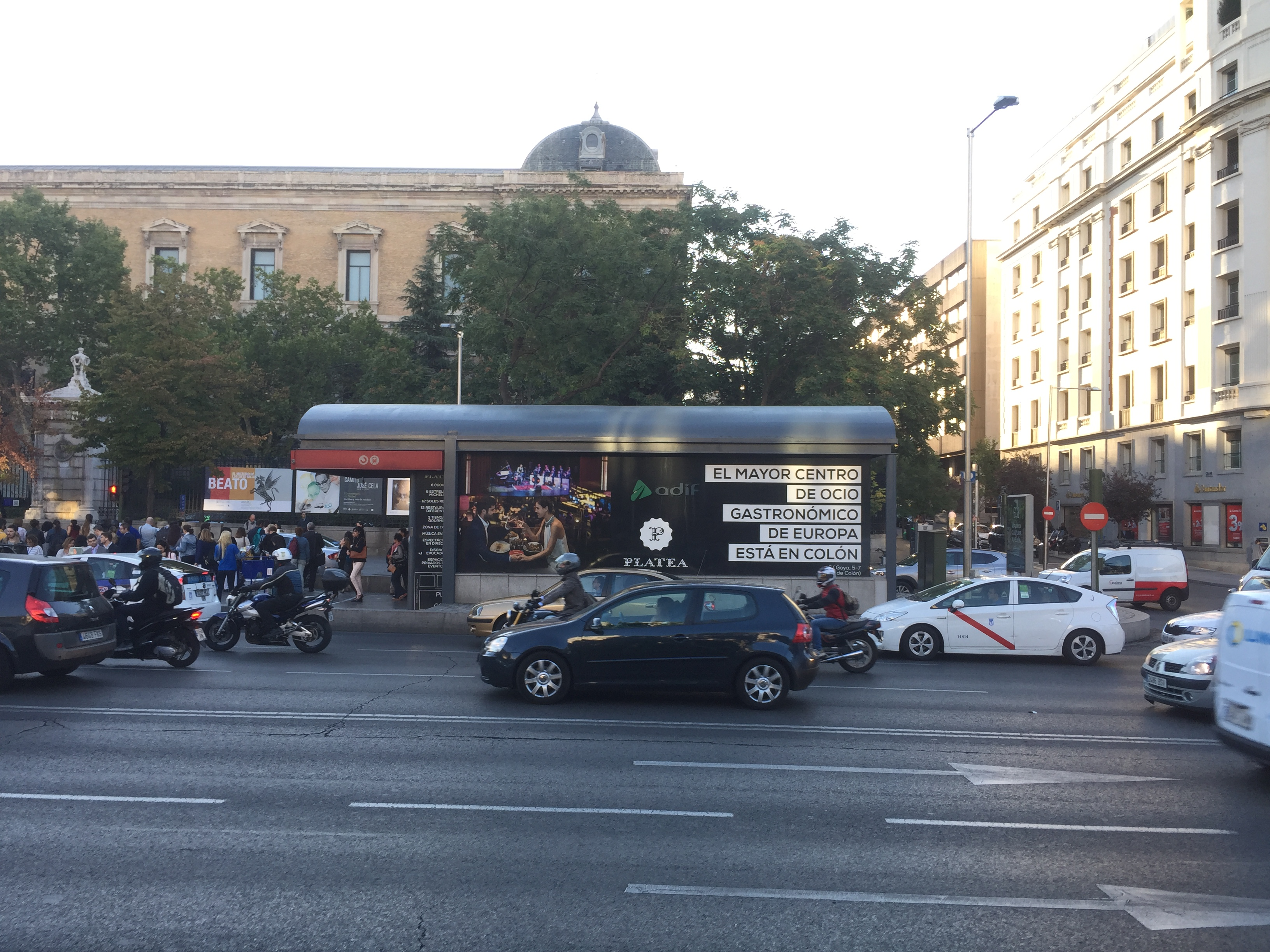
De noordelijke toegang in 2016